# یواس‌اس اورسول (دی‌دی-۷۸۹)
یواس‌اس اورسول (دی‌دی-۷۸۹) (به انگلیسی: USS Eversole (DD-789)) یک کشتی بود که طول آن ۳۹۰ فوت ۶ اینچ (۱۱۹٫۰۲ متر) بود. این کشتی در سال ۱۹۴۶ ساخته شد.